# قائمة الزواحف في السودان
هذه 'قائمة الزواحف في السودان' حسب الترتيب الأبجدي للاسم العلمي.

## القائمة
- شائك الذنب أسود العنق (سميث، 1849)
- سحلية بوسك هدبية الأصابع (دودان، 1802)
- Acanthodactylus guineensis (بولينغر، 1887)
- سقنقر الرمل الكبير (أودوين، 1827)
- Adolfus africanus (بولينغر، 1906)
- Afroablepharus wilsoni (فيرنر، 1914)
- Afrotyphlops brevis (سكوتيتشي، 1929)
- Afrotyphlops lineolatus (جان، 1864)
- Afrotyphlops punctatus (ليتش، 1819)
- Afrotyphlops schlegelii (بيانكوني، 1847)
- Agama doriae بولينغر، 1885
- Agama hartmanni بيترز، 1869
- Agama rueppelli فايلان، 1882
- عضرفوط شائك غري، 1831
- Aparallactus jacksonii (غونتر، 1888)
- Atractaspis irregularis (راينهارت، 1843)
- Atractaspis magrettii سكوتيتشي، 1928
- Atractaspis phillipsi باربور، 1913
- أفعى نافخة ميريم، 1820
- أفعى الغابون دومريل، بيبرون ودوميريل، 1854
- Bitis nasicornis (شو، 1802)
- Broadleysaurus major (دومريل، 1851)
- سلحفاة بحرية ضخمة الرأس (لينيوس، 1758)
- Causus maculatus (هالويل، 1842)
- Causus resimus (بيترز، 1862)
- Causus rhombeatus (ليختنشتاين، 1823)
- سلحفاة سودانية (ميلر، 1779)
- قرناء صحراوية لينيوس، 1758
- جارية (أفعى) لينيوس، 1758
- Chalcides bottegi بولينغر، 1898
- دساسة نمرة (فورسكال، 1775)
- Chalcides ragazzii بولينغر، 1890
- حرباء افريقية لورنتي، 1768
- Chamaeleo gracilis هالويل، 1844
- Chamaeleo laevigatus غري، 1863
- سلحفاة بحرية خضراء (لينيوس، 1758)
- Chilorhinophis butleri فيرنر، 1907
- Cnemaspis dickersonae (شميدت، 1919)
- تمساح النيل لورنتي، 1768
- Crotaphopeltis degeni (بولينغر، 1906)
- Cyclanorbis elegans (غري، 1869)
- Cyclanorbis senegalensis (دومريل وبيبرون، 1835)
- برص حاد الذيل (هايدن، 1827)
- Dasypeltis atra ستيرنفيلد، 1912
- ثعبان أرقم بيتي (لينيوس، 1758)
- ممبة جمسونية (تريل، 1843)
- Dipsadoboa weileri (ليندهولم، 1905)
- حارية مصرية (غيفروي سانت هيلير، 1827)
- Eirenis africanus (بولينغر، 1914)
- Elapsoidea laticincta (فيرنر، 1919)
- Elapsoidea loveridgei باركر، 1949
- Elapsoidea semiannulata بوكاغ، 1882
- لجأة صقرية المنقار (لينيوس، 1766)
- دساس مصري (لينيوس، 1758)
- Eryx muelleri (بولينغر، 1892)
- جعرور أصفر الحنجرة ويغمان، 1828
- Gonionotophis capensis (سميث، 1847)
- Gonionotophis savorgnani (موكوارد، 1887)
- Grayia smithii (ليتش، 1818)
- Grayia tholloni موكوارد، 1897
- Heliobolus spekii (غونتر، 1872)
- Hemidactylus angulatus هالويل، 1854
- Hemidactylus brookii غري، 1845
- برص المنازل الأصفر روبل، 1835
- برص فوده بهاء الدين، 2003
- Hemidactylus isolepis بولينغر، 1895
- برص كبير هايدن، 1827
- برص سيناء بولينغر، 1885
- Hemidactylus squamulatus تورنير، 1896
- برص منازل البحر المتوسط (لينيوس، 1758)
- Hemirhagerrhis hildebrandtii (بيترز، 1878)
- Hemirhagerrhis kelleri بوتغر، 1893
- Hemirhagerrhis nototaenia (غونتر، 1864)
- Heremites auratus (لينيوس، 1758)
- سلحفاة بل مفصلية الظهر غري، 1831
- سحلية حمراء طويلة الذيل (رويس، 1834)
- Leptosiaphos aloysiisabaudiae (بيراكا، 1907)
- Leptotyphlops emini (بولينغر، 1890)
- Letheobia pallida كوب، 1868
- Letheobia sudanensis (شميدت، 1923)
- Letheobia toritensis برودلي ووالاش، 2007
- Lycophidion capense (سميث، 1831)
- Lycophidion depressirostre لوران، 1968
- Lycophidion ornatum باركر، 1936
- Lygodactylus gutturalis (بوكاغ، 1873)
- Lygodactylus picturatus (بيترز، 1870)
- حنش أسود (غيفروي سانت هيلير، 1827)
- أبو العيون (رويس، 1834)
- خضاري مونبلييه (هيرمان، 1804)
- Meizodon semiornatus (بيترز، 1854)
- Mesalina guttulata (ليختنشتاين، 1823)
- Mesalina martini (بولينغر، 1897)
- Mesalina rubropunctata (ليختنشتاين، 1823)
- Micrelaps vaillanti (موكوارد، 1888)
- Mochlus afer (بيترز، 1854)
- Mochlus Mocquardi (شابانود، 1917)
- Mochlus sundevalli (سميث، 1849)
- Myriopholis braccianii (سكوتيتشي، 1929)
- Myriopholis cairi (دومريل وبيبرون، 1844)
- Myriopholis macrorhyncha (جان، 1860)
- ناشر مصري (لينيوس، 1758)
- ناشر الغابات هالويل، 1857
- ناشر بصاق أسود العنق راينهارت، 1843
- ناشر نوبي بصاق ووستر وبرودلي، 2003
- ناشر أحمر بصاق بولينغر، 1896
- Natriciteres olivacea (بيترز، 1854)
- Ophisops elbaensis شميدت وماركس، 1957
- Pelomedusa schweinfurthi بيتزولد، فارغاس راميريز، كيهلماير، فامبرجر، برانش، دو بريز، هوفماير، ماير، شلايشر، شيروكي وفريتز، 2014
- Pelusios adansonii (شفايغر، 1812)
- Philochortus intermedius بولينغر، 1917
- Philothamnus angolensis بوكاغ، 1882
- Philothamnus battersbyi لوفريدغ، 1951
- Philothamnus bequaerti (شميدت، 1923)
- Philothamnus heterolepidotus (غونتر، 1863)
- Philothamnus irregularis (ليتش، 1819)
- الأفعى بوش (سميث، 1840)
- Platyceps florulentus (غيفروي سانت هيلير، 1827)
- Platyceps rhodorachis (جان، 1865)
- Platyceps tessellata (فيرنر، 1910)
- برص قافز روبل، 1835
- Pristurus rupestris بلانفورد، 1874
- Prosymna ambigua بوكاغ، 1873
- Prosymna greigerti موكوارد، 1906
- Psammophis biseriatus بيترز، 1881
- Psammophis lineatus (دومريل، بيبرون ودوميريل، 1854)
- Psammophis orientalis برودلي، 1977
- Psammophis punctulatus دومريل وبيبرون، 1854
- شقاري عداء الرمال (فورسكال، 1775)
- Psammophis sibilans (لينيوس، 1758)
- Psammophis subtaeniatus بيترز، 1882
- Psammophis sudanensis فيرنر، 1919
- Psammophis tanganicus لوفريدغ، 1940
- Pseuderemias brenneri (بيترز، 1869)
- Pseuderemias mucronata (بلانفورد، 1870)
- Pseudotrapelus chlodnickii ميلنيكوف، شميلوسكي، ميلنيكوفا، نزاروف وأنانجيفا، 2015
- عضرفوط سينائي (هايدن، 1827)
- برص أبو كف مصري (دوندورف، 1798)
- برص ابو كف جنوبي أندرسون، 1898
- أصلة ملكة (شو، 1802)
- أصلة سبا (غملين، 1789)
- Rhamphiophis oxyrhynchus (راينهارت، 1843)
- Rhamphiophis rostratus بيترز، 1854
- Rhamphiophis rubropunctatus (فيشر، 1884)
- Scaphiophis albopunctatus بيترز، 1870
- Scaphiophis raffreyi بوكورت، 1875
- Scincopus fasciatus (بيترز، 1864)
- سمكة الرمال (لينيوس، 1758)
- أرقم (ثعبان) (شليغل، 1837)
- برص الرمال المصري أندرسون، 1896
- برص واسع العين (ليختنشتاين، 1823)
- سلحفاة نمرية (بيل، 1828)
- برص أبو أربع نقط (غيفروي سانت هيلير، 1827)
- Tarentola ephippiata أوشونيسي، 1875
- ثعبان القط العربي (فورسكال، 1775)
- Telescopus gezirae برودلي، 1994
- Telescopus obtusus (رويس، 1834)
- Toxicodryas blandingii (هالويل، 1844)
- Trachylepis brevicollis (ويغمان، 1837)
- Trachylepis buettneri (ماتشي، 1893)
- Trachylepis maculilabris (غري، 1845)
- Trachylepis megalura (بيترز، 1878)
- Trachylepis perrotetii (دومريل وبيبرون، 1839)
- حكاءة خماسية التخطيط (ليختنشتاين، 1823)
- Trachylepis striata (بيترز، 1844)
- Trachylepis varia (بيترز، 1867)
- Trachylepis wingati (فيرنر، 1908)
- عضرفوط متلون (ميريم، 1820)
- Tricheilostoma dissimilis (بوكاغ، 1886)
- Trioceros bitaeniatus (فيشر، 1884)
- Trioceros conirostratus (تيلبوري، 1998)
- Trioceros ellioti (غونتر، 1895)
- Trioceros kinetensis (شميدت، 1943)
- Trioceros rudis (بولينغر، 1906)
- سلحفاة مائية مصرية (فورسكال، 1775)
- برص تحت الحجر بشاري بهاء الدين، 2001
- برص تحت الحجر نوبي بهاء الدين، 1999
- برص تحت الحجر ستيودىنيري (بيترز، 1869)
- برص تحت الحجر طرابلسي بيترز، 1880
- ضب شائك الذيل Bell، 1825
- ضب متغير هايدن، 1827
- ضب عييناتي ليختنشتاين، 1823
- ورل السافانا (بوسك، 1792)
- ورل صحراوي (دودان، 1803)
- ورل نيلي (لينيوس، 1766)